# Bryonycta boursini
Bryonycta boursini är en fjärilsart som beskrevs av Cleu 1927. Bryonycta boursini ingår i släktet Bryonycta och familjen nattflyn. Inga underarter finns listade i Catalogue of Life.